# Adolf von Deines

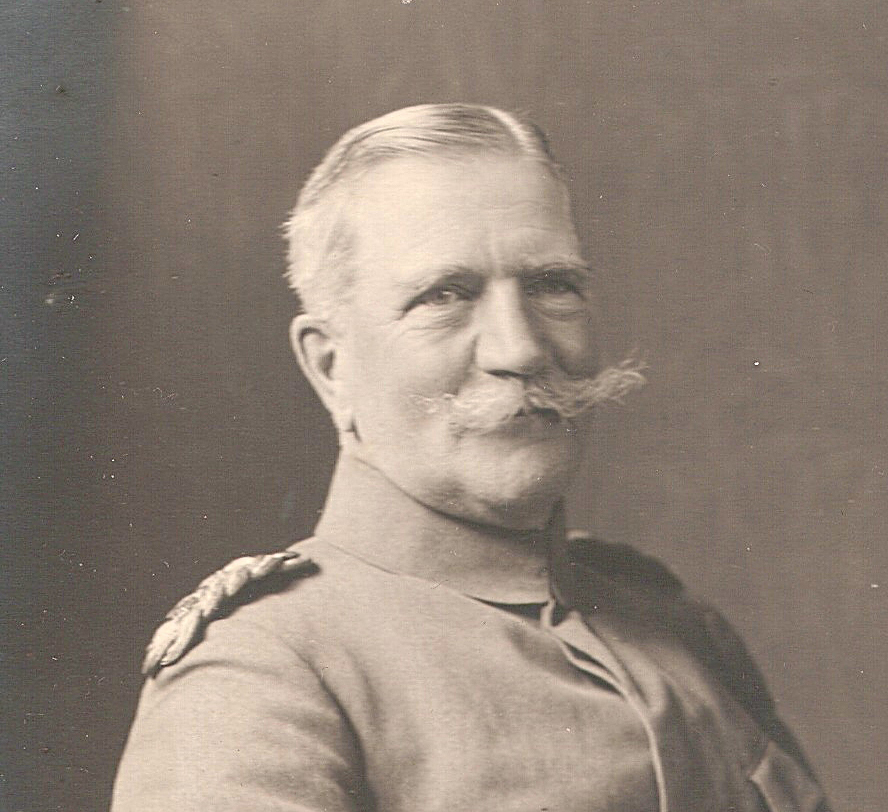
Adolf von Deines (1905)

Johann Georg Adolf Ritter von Deines (30 tháng 5 năm 1845 tại Hanau – 17 tháng 11 năm 1911 tại Frankfurt am Main) là một sĩ quan quân đội Phổ, đã được thăng đến cấp Thướng tướng Kỵ binh, và là Tướng phụ tá của Đức hoàng Wilhelm II. Ông đã từng tham chiến trong cuộc Chiến tranh Pháp-Đức (1870 – 1871). Trong thập niên 1880, ông là tùy viên quân sự của Đức tại Tây Ban Nha, sau đó là tại Áo.

## Tiểu sử
Adolf sinh vào tháng 5 năm 1845, trong gia đình đã được đề cập từ thế kỷ 16 tại Roßdorf ở Hanau, và là con trai của Friedrich Ritter von Deines (1818 – 1901) với người vợ của ông này Emilie, nhũ danh Pfeiffer (1816 – 1866). Thuở trẻ, ông học trường Trung học Chính quy (Gymnasium) tại Weinheim, sau đó ông học đại học ở Göttingen, Halle và Bonn. Ở Bonn, ông là thành viên của Liên đoàn Sinh viên Palatia. Vào ngày 1 tháng 10 năm 1867, ông nhập ngũ quân đội Phổ với vai trò là lính tình nguyện một năm (Einjährig-Freiwilliger) trong Trung đoàn Khinh kỵ binh số 7 (Số 1 Rhein), trước khi ông được phong quân hàm Thiếu úy trong lực lượng Trừ bị vào ngày 6 tháng 7 năm 1869. Sau khi cuộc Chiến tranh Pháp-Đức (1870 – 1871) bùng nổ, ông đã tham gia chiến đấu trong các trận đánh lớn tại Gravelotte-St. Privat, Amiens và Hallue. Sau khi quân đội Phổ hạ được Metz, Deines trở thành sĩ quan tùy tùng của Tập đoàn quân số 1, sau này là Tập đoàn quân phía Nam, và được tặng thưởng Huân chương Thập tự Sắt hạng II vào ngày 18 tháng 12 năm 1870.
Sau khi cuộc chiến tranh chấm dứt với thắng lợi hoàn toàn của người Đức, ông chuyển sang phục vụ tại ngũ trong trung đoàn khinh kỵ binh của mình. Tại đây, ông được lãnh chức sĩ quan phụ tá trung đoàn vào ngày 16 tháng 3 năm 1872, và được cắt cử đến Bộ Tổng tham mưu ở kinh đô Berlin hai năm sau đó. Sau khi ông được thăng cấp hàm Trung úy vào ngày 4 tháng 4 năm 1876, Deines được thu dụng vào Bộ Tổng tham mưu. Đến năm 1878, ông được lên quân hàm Đại úy. Sau đó, vào năm 1881, ông được phái đến biên giới Hy Lạp-Thổ Nhĩ Kỳ với tư cách là quan sát viên.
Kể từ năm 1885 cho đến năm 1887, ông được ủy nhiệm làm tùy viên quân sự tại Đại sứ Đức tại Madrid, nơi ông mang trọng trách điều hành mối quan hệ quân sự giữa Đế quốc Đức với Tây Ban Nha. Về sau, ông được cử vào chức vụ tương tự tại Đại sứ Đức ở Viên. Trong khi vẫn giữ cương vị này, Deines được phong làm sĩ quan hầu cận của tân Hoàng đế Wilhelm II vào ngày 3 tháng 10 năm 1888, và chức vụ này đã mang lại cho ông quyền liên hệ trực tiếp với Quân vương (Immediatstellung).
Từ năm 1887 cho đến năm 1890, ông hỗ trợ đắc lực của Tổng tham mưu trưởng Alfred von Waldersee trong cuộc đấu tranh của ông này chống lại Thủ tướng Otto von Bismarck. Trong cùng thời điểm mà Waldersee thắt chặt mối quan hệ giữa mình với Vương tử Wilhelm, ông ta nhận thấy rằng một cuộc chiến tranh với Nga là không thể tránh khỏi và chính sách hữu nghị của Bismarck với nước này không thua kém gì lắm so với một tội ác. Thông qua các báo cáo quân sự và thư từ riêng tư, von Deines, cùng với các cộng sự khác của Waldersee ở Pháp (Ernst von Hoiningen), Nga và Ý, đã mô tả cho Waldersee về những động thái chuẩn bị chiến tranh của Nga và Pháp, sự xảo trá của Ý, thực lực của Áo và sự ngu xuẩn của Đại sứ Đức tại các nước này. Waldersee đã thu thập các bản báo cáo này và đệ trình lên Vương tử, sau này là Đức hoàng Wilhelm II. Điều này đã góp một phần lớn dẫn đến việc Bismarck bị Wilhelm II huyền chức vào mùa xuân năm 1890.
Vào năm 1890, Deines được thăng cấp hàm Thượng tá, rồi được lên quân hàm Đại tá vào năm 1892. Vào ngày 23 tháng 10 năm 1894, ông rời khỏi Viên và trong khi vẫn giữ cương vị sĩ quan hầu cận của mình, ông được Hoàng đế bổ nhiệm làm Overgouverneur, tức là nhân viên hoàng gia có nhiệm vụ giáo dưỡng các con của Hoàng đế. Để bày tỏ sự cảm tạ đối với ông vì công lao dạy dỗ Thái tử, Đức hoàng Wilhelm II đã tặng thưởng cho ông Ngôi sao Chỉ huy của Huân chương Hoàng gia Hohenzollern vào ngày 6 tháng 10 năm 1900, đồng thời bãi chức Obergouverneur của Deines và phong cho ông làm Tướng phụ tá. Deines vẫn đảm nhiệm chức vị này ngay cả sau khi ông được lãnh chức Sư trưởng của Sư đoàn số 21 vào ngày 16 tháng 6 năm 1900. Sự nghiệp quân sự của ông đã lên đến tột đỉnh khi ông được bổ nhiệm làm Tướng tư lệnh của Quân đoàn VIII tại Koblenz vào ngày 18 tháng 10 năm 1902 và không lâu sau đó, ông được thăng cấp bậc Thượng tướng Kỵ binh vào ngày 29 tháng 5 năm 1903. So khả năng nghe của ông ngày càng kém, ông từ chức chỉ huy quân đoàn vào ngày 2 tháng 10 năm 1906 và được xuất ngũ (zur Disposition) với một khoản lương hưu trong khi vẫn đảm nhiệm chức Tướng phụ tá, đồng thời được phong danh hiệu à la suite của Trung đoàn Khinh kỵ binh số 7.
Về chính trị, Deines giữ lập trường đối nghịch với phe cánh của Cơ mật đại thần Friedrich von Holstein, và từng than phiền rằng Wilhelm II "nằm hoàn toàn trong tay" phe cánh này. Ngoài ra, ông cũng chỉ trích Thủ tướng Leo von Caprivi vì những chính sách quá tự do của ông này, nhất là các hiệp ước thương mại làm cho quyền lợi của tầng lớp địa chủ Junker bị đoái hoài.
Vào ngày 12 tháng 7 năm 1898, Deines thành hôn với Katharina Helene Margarete Elsa Freiin von Falkenhausen (27 tháng 4 năm 1872 – 8 tháng 1 năm 1949), một người con gái của Thượng tướng Ludwig Freiherr von Falkenhausen với người vợ đầu của ông này là Helene von Waldow und Reitzenstein (1847 – 1886).
Vào tháng 11 năm 1911, ông từ trần ở Frankfurt am Main do hậu quả của một cuộc phẫu thuật ruột kết và được mai táng tại nghĩa trang Hauptfriedhof Hanau.
Mộ phần của ông đã được Đạo luật Bảo tồn Di tích Hessen công nhận là di sản văn hóa (Kulturdenkmal). Các ghi chép không được công bố của ông hiện được xuất bản của ông hiện được lưu trữ trong Kho lưu trữ quân sự Liên bang Đức (Bundesarchiv-Militärarchiv, gọi tắt là BA-MA) ở Freiburg im Breisgau.